# Jozo Marević
Jozo Marević (Bagalovići, 25. travnja 1940. – Velika Gorica, 11. travnja 2021.), hrvatski germanist, klasični filolog, leksikograf i esperantist.

## Životopis
Rodio se je 1940. u mjestu Bagalovići pored Metkovića, današnji Krvavac. U Opuzenu je završio osnovnu školu, a u Dubrovniku na Isusovačkom kolegiju (Collegium Ragusinum) klasičnu gimnaziju. Na Filozofskom fakultetu u Zadru diplomirao je 1966. godine njemački jezik i književnost te latinski jezik i književnost. Prvo je radio kao osnovnoškolski i srednjoškolski profesor, a od 1971. radi u Školskoj knjizi, gdje dugo vremena vodi društveno-humanističko uredništvo. Magistrirao je (1979.) i doktorirao (1988.) s temama iz područja pedagoškog marketinga.
Na sajmu knjiga u Frankfurtu, najvećoj svjetskoj smotri knjiga, organizirao je i vodio nastup hrvatskih nakladnika od 1990. do 1994. godine.
Član je brojnih tuzemnih i inozemnih udruga i asocijacija. Ističu se:
- Svjetska asocijacija kibernetičara[1]
- Njemačko-hrvatsko društvo u Hamburgu[1]
- Hrvatsko-njemačko društvo u Zagrebu[1]
- Društvo hrvatskih klasičnih filologa[1]
- Akademija odgojnih znanosti u Zagrebu[1]
- Dopisni je član Akademije nauka iz San Marina.[1]
- Svjetske asocijacije esperantista UEA[2]

## Djela
Sa skupinom povijesnih istinoljubaca iz Hrvatske i svijeta organizirao je tri međunarodna znanstvena simpozija o Bleiburgu i križnim putovima (1993. u Bleiburgu, 1994. u Zagrebu i Bleiburgu, 1995. u Bleiburgu). Uredio je tri zbornika radova s ta tri simpozija.
Prvo leksikografsko djelo izdaje skupa s Brankom Sesarom, Franom Međeralom, Ivanom Bekavcem Basićem pod naslovom Latinsko-hrvatski i hrvatsko-latinski školski rječnik s kratkom gramatikom. Istaknuta djela su mu Hrvatsko-latinski rječnik i Latinsko-hrvatski enciklopedijski rječnik, a njegov Osmojezični medicinski enciklopedijski rječnik (latinski, engleski, francuski, njemački, španjolski, talijanski, esperanto i hrvatski) koji je objavio 2016. godine, prvi je takav na svijetu. Rječnik je koncizan i informativan, s 50 000 pojmova, odnosno jezičnih jedinica i sintagma na 3 184 stranice enciklopedijskog formata.
Radio je i kao prevoditelj prevevši na hrvatski jedno djelo Ignjata Đurđevića, djela fra Luke Vladimirovića te doktorsku disertaciju Zdravka Šundrice.

## Nagrade
Godine 1998. dobio je godišnju državnu nagradu za najbolje leksikografsko djelo Mate Ujević u prošloj, 1997. godini. Dobio ju je za djelo Hrvatsko-latinski rječnik, enciklopedijski rječnik na više od dvije tisuce stranica donosi s oko tri milijuna različitih hrvatskih obavijesnih jezičnih natuknica prevedenih na latinski jezik.
Godine 2001. Dubrovačko-neretvanska županija nagradila ga je za Latinsko-hrvatski enciklopedijski rječnik.